# Бісектриса

Бісектриса кута

Бісектри́са (двосічна) (лат. bissectrix, род. відм. bissectricis; від bis — «двічі» + secare — «розсікати», «розтинати») — термін, що вживається в геометрії для позначення кількох споріднених понять:
- Бісектриса кута — промінь, що проходить через вершину кута і ділить його навпіл.
- Бісектриса трикутника — відрізок бісектриси одного з кутів цього трикутника від вершини кута до перетину з протилежною стороною.

## Властивості

Побудова бісектриси

- Кожна точка бісектриси кута однаково віддалена від його сторін.
- Теорема про бісектрису: Бісектриса внутрішнього кута трикутника ділить протилежну сторону у відношенні, рівному відношенню двох прилеглих сторін
- Бісектриси внутрішніх кутів трикутника перетинаються в одній точці — інцентрі — центрі вписаного в цей трикутник кола.
- Бісектриси одного внутрішнього та двох зовнішніх кутів трикутника перетинаються в одній точці. Ця точка — центр одного з трьох зовнівписаних кіл цього трикутника.
- Основи бісектрис двох внутрішніх та одного зовнішнього кутів трикутника лежать на одній прямій, якщо бісектриса зовнішнього кута не є паралельною протилежній стороні трикутника.
- Якщо бісектриси зовнішніх кутів трикутника не паралельні протилежним сторонам, то їх основи лежать на одній прямій.
- Якщо в трикутнику дві бісектриси рівні, то трикутник — рівнобедрений (теорема Штейнера — Лемуса).
- Побудова трикутника за трьома заданим бісектрисами за допомогою циркуля та лінійки неможлива,[3] причому навіть за наявності трисектора.[4]
- В рівнобедреному трикутнику бісектриса кута, протилежного до основи трикутника, є медіаною та висотою.
- Кожна бісектриса трикутника ділиться точкою перетину бісектрис у відношенні суми довжин прилеглих сторін до довжини протилежної, рахуючи від вершини.

## Формули за участю довжини бісектриси

Бісектриса трикутника. Виконується співвідношення BD: DC = AB: AC

{\displaystyle l_{c}={{\sqrt {ab(a+b+c)(a+b-c)}} \over {a+b}}}
{\displaystyle l_{c}={\sqrt {ab-a_{l}b_{l}}}}
{\displaystyle l_{c}={\frac {2ab\cos {\frac {\gamma }{2}}}{a+b}}}
{\displaystyle l_{c}={\frac {h_{c}}{\cos {\frac {\alpha -\beta }{2}}}}}
Де:
- {\displaystyle l_{c}} — бісектриса, проведена до сторони с
- {\displaystyle a,b,c} — сторони трикутника проти вершин A, B,C відповідно
- {\displaystyle a_{l},b_{l}} — довжини відрізків, на які бісектриса {\displaystyle l_{c}} ділить сторону с
- {\displaystyle \alpha ,\beta ,\gamma } — внутрішні кути трикутника, що лежать навпроти сторін а, b,c відповідно
- {\displaystyle h_{c}} — висота трикутника, опущена на сторону c.